# UTC+08:00
| Južni poletni/severni standardni čas Morska območja | Severni poletni/južni standardni čas Standardni čas vse leto |

UTC+08:00 je časovni pas z zamikom +8 ur glede na univerzalni koordinirani čas (UTC). Po tem času se ravna več kot 1,5 milijarde Zemljanov, kar je največ med vsemi časovnimi pasovi.
Uporablja se na naslednjih ozemljih (stanje v začetku leta 2016):

## Kot standardni čas (vse leto)

### Azija
- Brunej
- Filipini
- Hongkong
- Indonezija (osrednji del)
  - Vzhodni in Južni Kalimantan
  - Mali Sundski otoki
  - Sulavezi
- Ljudska republika Kitajska (glavnina ozemlja), razen neuradno pokrajina Žinjiang
- Macao
- Malezija
- Republika Kitajska
- Rusija - irkutski čas
  - Burjatija, Irkutska oblast in Zabajkalski okraj
- Singapur

### Oceanija
- Avstralija
  - Zahodna Avstralija

## Kot standardni čas (samo pozimi na severni polobli)

### Azija
- Mongolija, razen zahodnega dela

## Kot poletni čas (severna polobla)

### Azija
- Mongolija (zahodni del)